# مونیوا
مونیوا (به لاتین: Monywa) یک منطقهٔ مسکونی در میانمار است که در Monywa Township واقع شده‌است. مونیوا ۳۷۲٬۰۹۵ نفر جمعیت دارد.